# Patricia McFadden

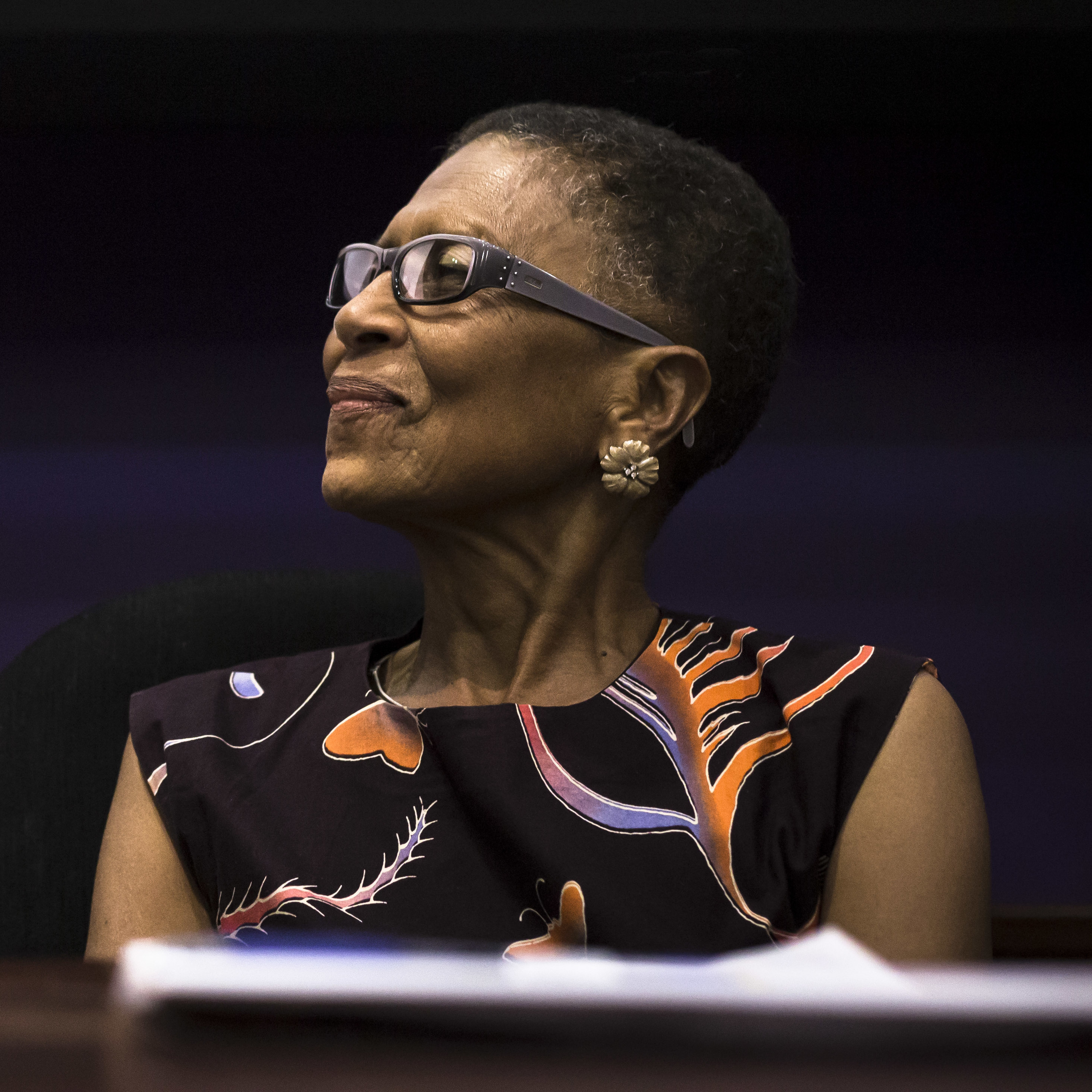
Patricia McFadden 2019 (cropped)

Patricia McFadden (sinh 1952) là một nhà nữ quyền, xã hội học, nhà văn, nhà giáo dục, và nhà xuất bản đến từ Eswatini. Cô cũng là một nhà hoạt động và học giả, người đã làm việc trong phong trào chống phân biệt chủng tộc trong hơn 20 năm. McFadden cũng đã làm việc trong các phong trào phụ nữ châu Phi và toàn cầu. Là một nhà văn, cô đã là mục tiêu của cuộc đàn áp chính trị. Cô đã làm việc như một biên tập viên của Tạp chí Nữ quyền Nam Phi và Quan điểm Nữ quyền Châu Phi. Cô hiện đang giảng dạy và ủng hộ quốc tế cho các vấn đề của phụ nữ. McFadden đã từng là giáo sư tại Đại học Cornell, Spelman College, Đại học Syracuse và Smith College ở Hoa Kỳ. Cô cũng là một "nhà tư vấn nữ quyền".

## Cuộc sống cá nhân
Cô theo học Đại học Botswana và Swaziland ngành chính trị và hành chính, kinh tế và xã hội học. Sau đó, cô đến Đại học Dar es Salaam để lấy bằng thạc sĩ xã hội học. Cô nhận bằng tiến sĩ tại Đại học Warwick ở Vương quốc Anh vào năm 1987.

## Nghề nghiệp
Cô làm biên tập viên của Tạp chí Nữ quyền Nam Phi từ năm 1995 đến 2000. Cô từng làm trưởng khoa quốc tế tại Đại học Phụ nữ Quốc tế (IFU) từ năm 1998 đến năm 2000 tại Hanover. Cô cũng đã giảng dạy trong chương trình Thạc sĩ về Chính sách xã hội (MPS) do SARIPS cung cấp trong bảy năm qua.

## Ấn phẩm
- "Becoming Postcolonial: African Women Changing the Meaning of Citizenship" - 2005.[5]
- "Challenging HIV and AIDS: Resistance and Advocacy in the Lives of Black Women in Southern Africa"[1]
- "War Through a Feminist Lens"[1]
- "Between a Rock and a Hard Place: Positioning Feminism in the 'Africa Debate,' and 'Patriarchy'"
- "Sexuality and Globalization"[1]

### Sách
- "Gender in Southern Africa: A Gendered Perspective" (Sapes Books)- 1998[2]
- "Reflections on Gender Issues in Africa" (Sapes Books) - 1999[2]
- "Reconceptualizing the Family in a Changing Southern African Environment" (Africa Institute of South Africa), 2001.[2][6]

## Giải thưởng
- Giải thưởng Nhân quyền Hellman / Hammett (Tổ chức Theo dõi Nhân quyền) - năm 1999.